# Jaguapitã
Jaguapitã est une municipalité brésilienne située dans l'État du Paraná.